# ملدون، نورث‌آمبرلند
ملدون (به انگلیسی: Meldon) یک روستا و محله مدنی در بریتانیا است که در نورث‌آمبرلند واقع شده‌است. ملدون ۱۶۲ نفر جمعیت دارد.